# 498
498 (CDXCVIII) var ett normalår som började en torsdag i den julianska kalendern.

## Händelser

### November
- 22 november – Sedan Anastasius II har avlidit tre dagar tidigare väljs Symmachus till påve i Lateranen, medan Laurentius väljs till motpåve i Santa Maria Maggiore.[1]

### Okänt datum
- Kejsar Anastasius I reformerar det monetära systemet i Bysantinska riket, genom att införa grekiska siffror istället för romerska.
- Flavian II efterträder Palladius som patriark av Antiochia.
- Detta år inleds fiskarnas era enligt astrologen Max Heindel.

## Födda
- Chlothar I, frankisk kung av Soissons 511–558, av Reims 555–558 och av Frankerriket 558–561 (född omkring detta år eller 495).
- Kevin av Glendalough, helgon (född omkring detta år).

## Avlidna
- 19 november – Anastasius II, påve sedan 496.